# Mallegatsluis
De Mallegatsluis is een schutsluis met hefdeuren tussen de Hollandsche IJssel en de Turfsingel, een van de singels die rondom de Nederlandse stad Gouda, provincie Zuid-Holland, liggen. De vaarweg is CEMT-klasse I. 
De sluis is 45,00 m lang, 7,85 m breed, drempeldiepte binnenkant NAP -2,50 m, Hollandsche IJsselkant NAP -3,10m. De doorvaarthoogte is door de hefdeuren en de vaste brug na de sluis richting IJssel beperkt tot NAP +4,65 m. De max. toegestane afmetingen zijn 45,00 m lang, 7,50 m breed en een diepgang van 2,10 m.

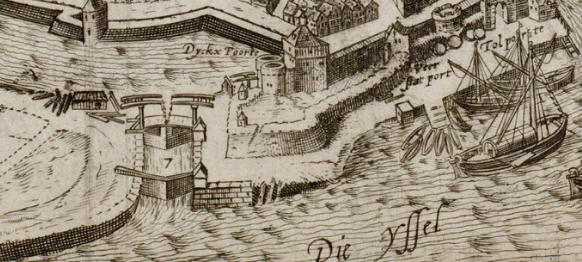
Fragment van een kaart van Gouda van Braun en Hogenberg uit 1585. Bij (7) "Die nieuwe Sluys buyten der Stadt". Tekst "Dijkx Poorte, Veer stat port, Tolpoorte, Die Yssel".

Deze sluis is in de loop der eeuwen diverse malen verplaatst en vernieuwd. De Mallegatsluis is erkend als een gemeentelijk monument.

## Benaming
Het toponiem Mallegat heeft een ongunstige betekenis, maar geeft geen aanwijzing over de aard of reden van de naam; uiteenlopende wateren in de Nederlandse zeeprovincies dragen deze naam.

## Foto's

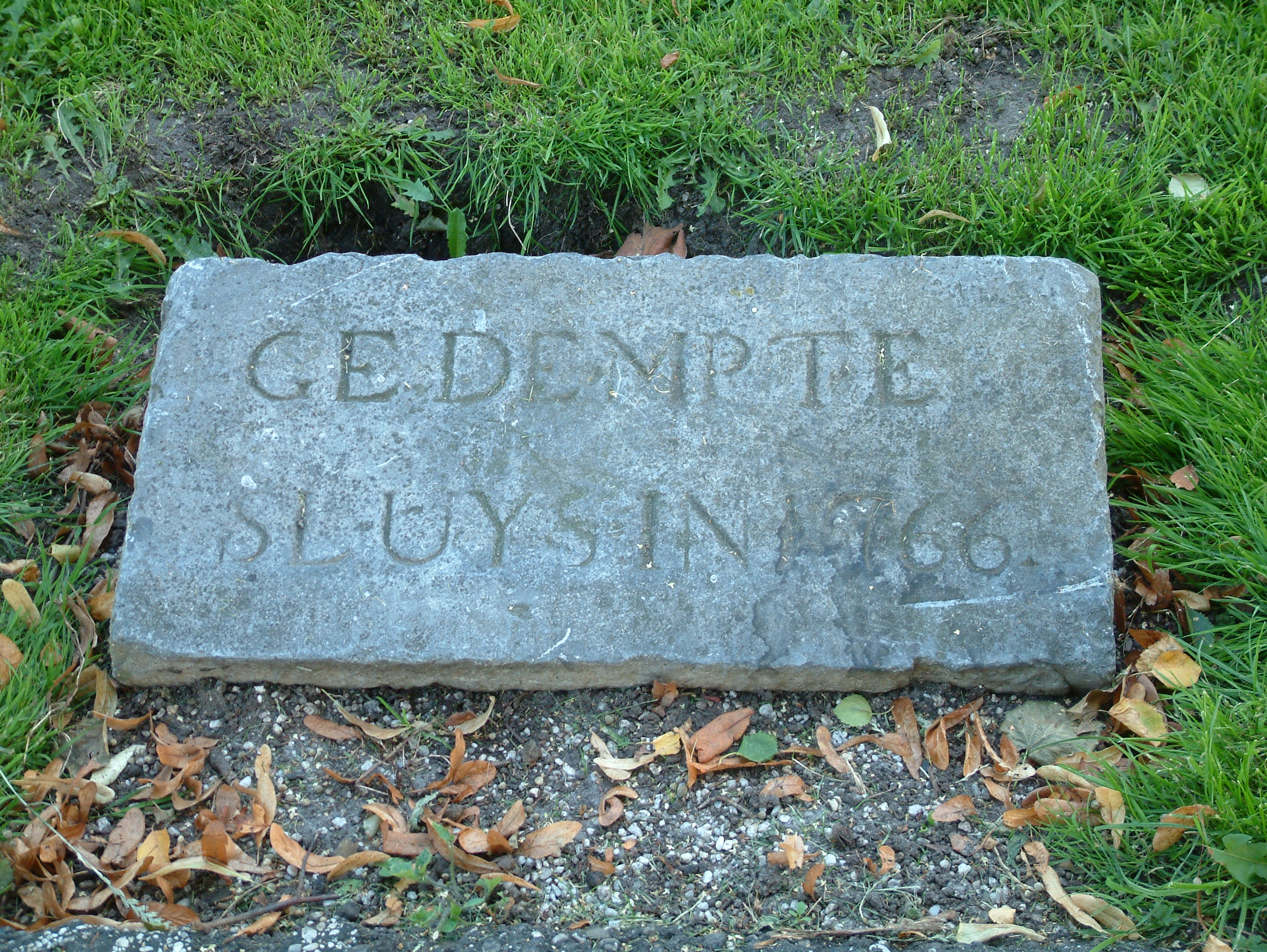
"Gedempte sluys in 1766", gedenksteen Statensluis in het gras naast de Mallegatsluis, 2008
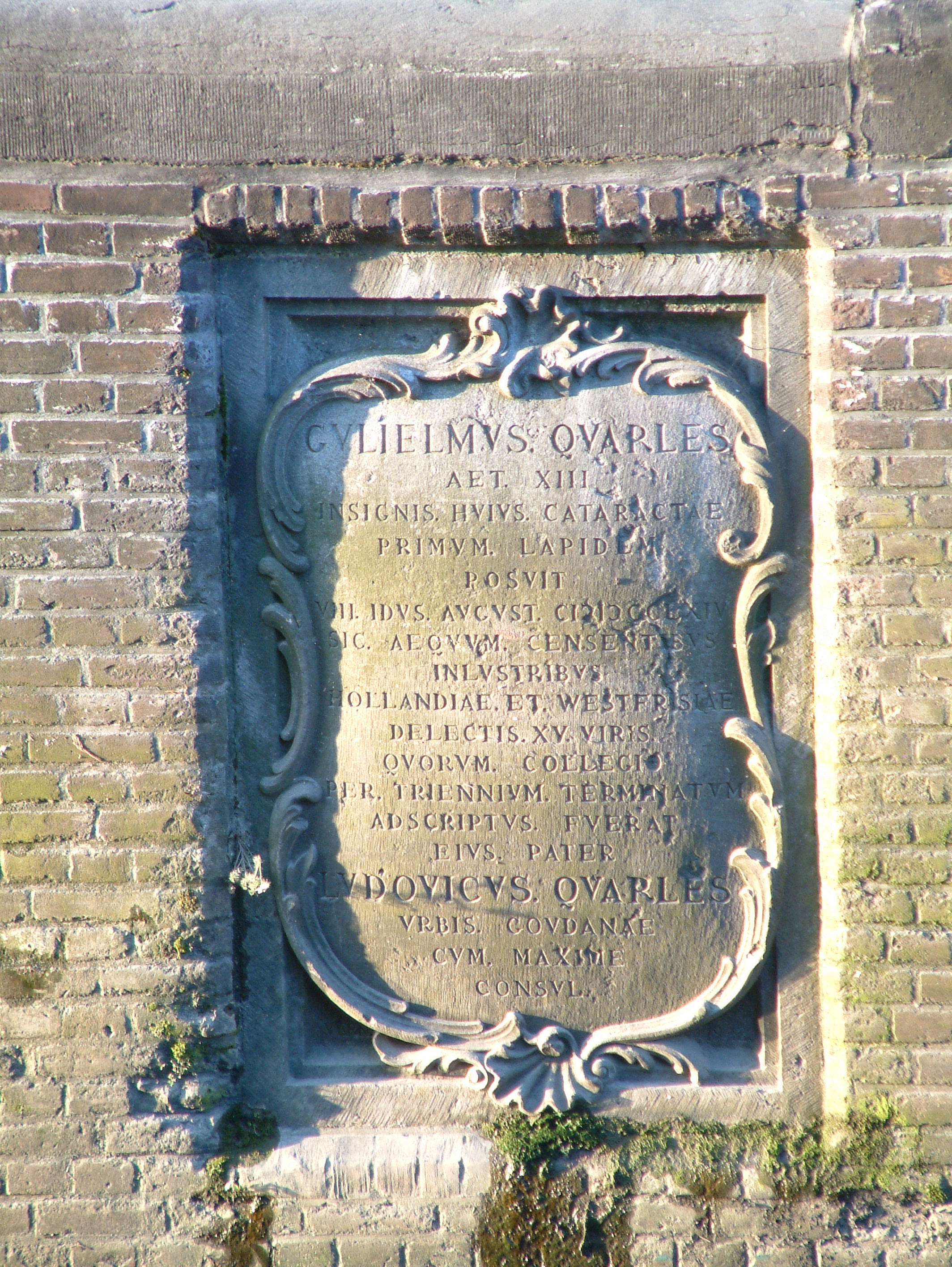
Gedenksteen in de Mallegatsluis. Eerstesteenlegging van de sluis door de dertienjarige Willem, zoon van burgemeester Lodewijk Quarles, op 5 augustus 1764, foto 2008
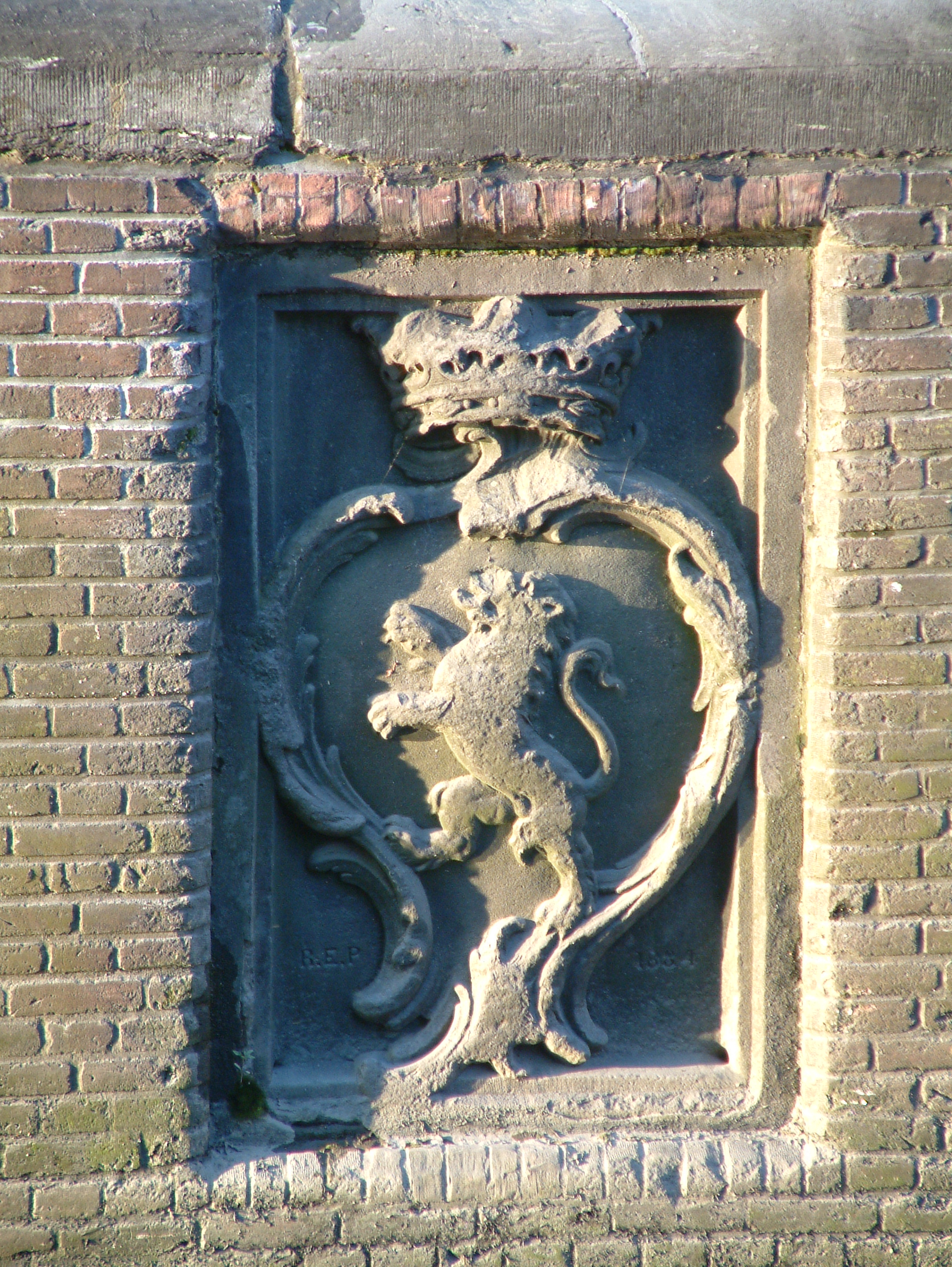
Steen met een leeuw onder een kroon en de tekst "R.E.P. 1884" in de Mallegatsluis, 2008
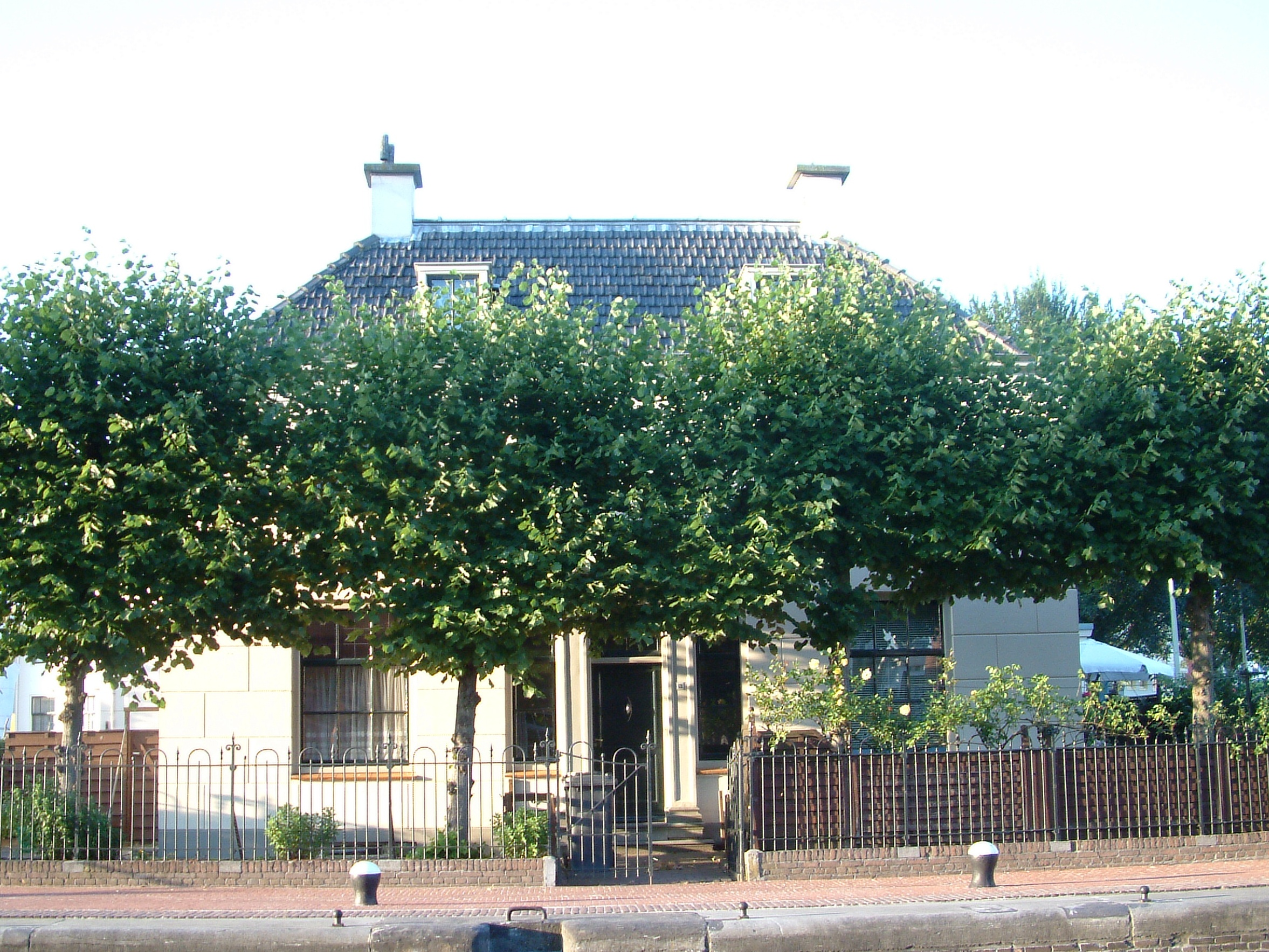
Sluiswachtershuis bij de Mallegatsluis, Veerstal 13, 2008
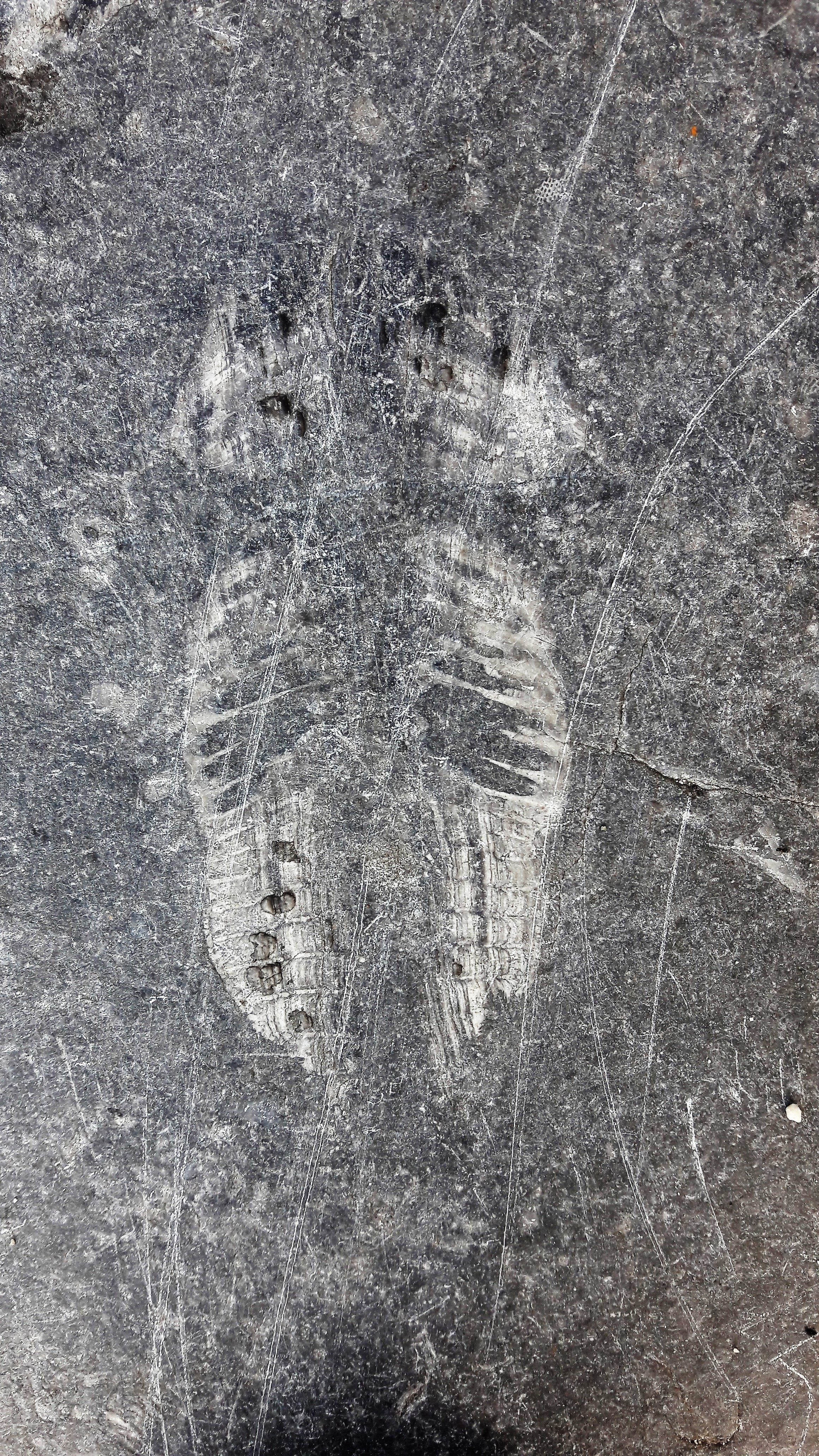
Fossiele trilobiet aan de zuidwestkant van het voetpad over de sluis, 2020

Straten en pleinen: Achter de Kerk · Achter de Vismarkt · Hoge Gouwe · Kleiweg · Lage Gouwe · Markt · Naaierstraat · Oosthaven · Spieringstraat · Tiendeweg · Turfmarkt · Westhaven

Sluizen: Donkere sluis · Hanepraaisluis · Havensluis · Ir. De Kock van Leeuwensluis · Julianasluis · Mallegatsluis · Moordrechtse Verlaat · Waaiersluis

Grachten en singels: Gouwe · Haven · Karnemelksloot · Turfmarkt · Turfsingel